# Aletschhorn
De Aletschhorn is een berg in de Zwitserse Alpen gelegen in het kanton Wallis. De Aletschhorn maakt deel uit van de Berner Alpen.
De berg is 4192 meter hoog en werd het eerst beklommen op 18 juni 1859 door Johann Joseph Bennen, Peter Bohren, V. Tairraz en Francis Fox Tuckett. De berg maakt deel uit van het gebied Jungfrau-Aletsch-Bietschhorn dat opgenomen is in de UNESCO-lijst van het werelderfgoed. Een bekende gletsjer bij deze berg is de Aletschgletsjer, met de Oberaletsch en de Mittelaletsch.